# Atriplex moneta
Atriplex moneta är en amarantväxtart som beskrevs av Aleksandr Andrejevitj Bunge och Pierre Edmond Boissier. Atriplex moneta ingår i släktet fetmållor, och familjen amarantväxter. Inga underarter finns listade i Catalogue of Life.